# Алиев, Мухтар Алиевич
Мухтар Алиевич Алиев (2 февраля 1933, станция Тюмень-Арык, Яныкурганский район, Южно-Казакская область, Казакская АССР — 12 января 2015, Алма-Ата) — советский казахский хирург, доктор медицинских наук (1974), профессор (1976) академик Академии наук Республики Казахстан (1989), президент и основатель Академии медицинских наук Республики Казахстан (1995), Народный герой Казахстана (1995), член Международной ассоциации хирургов. Депутат Верховного Совета Казахской ССР 10-12-го созывов. Первый сват Первого Президента РК Нурсултана Назарбаева.
Мухтар Алиев значительно развил медицину Казахстана в области торакальной, абдоминальной, сердечно-сосудистой, эндоскопической хирургии, микрохирургии и трансплантации. Под руководством Алиева разработан принципиально новый способ хирургического лечения эхинококкоза печени с помощью лазера. Алиевым сделано более 50 аортокоронарных шунтирований при ишемической болезни сердца. Первым в республике Алиев сделал операции по эндоскопическому удалению желчного пузыря, кисты яичника, надпочечника, легкого. По инициативе Алиева организован Республиканский центр трансплантации органов. За разработку методов лечения хронических заболеваний легких, пищевода и других органов вместе с группой учёных удостоен Государственной премии КазССР (1989).
Под руководством Мухтара Алиева защищено 70 докторских, 83 кандидатских диссертаций. Он автор 970 научных трудов, в том числе 59 монографий, имеет 155 авторских свидетельств. 18 сотрудников Научного центра хирургии стали лауреатами государственных премий.

## Биография
Родился 2 февраля 1933 года на станции Тюмень-Арык Жанакорганского района Кзыл-Ординской области. Происходит из подрода киикши рода жаманбай племени конырат .
В 1950 году окончил Туркестанское педагогическое училище.
Трудовую деятельность начал учителем семилетней школы села Тимур Шаульдерского района Чимкентской области (1950—51).
С 1951 по 1957 годы — учёба в Алма-Атинском государственном медицинском институте.
С 1957 по 1958 годы — главный врач и хирург участковой больницы совхоза «Тимур» Чимкентской области.
С 1958 по 1960 — ординатор кафедры Алматинского мединститута.
С 1960 по 1961 — врач-хирург Республиканской клинической больницы.
С 1961 по 1963 — научный сотрудник Казахского научно-исследовательского института онкологии и радиологии.
С 1963 по 1969 — аспирант, ассистент кафедры Алма-Атинского мединститута
С 1969 по 1976 — доцент, заведующий кафедрой Алма-Атинского института усовершенствования врачей
С 1976 по 1980 — заведующий кафедрой Алма-Атинского мединститута
В 1980—1982 годы — главный хирург Министерства здравоохранения Казахской ССР
В 1980—1985 годы — директор научно-исследовательского института клинической и экспериментальной хирургии
С 1982 по 1987 год — министр здравоохранения Казахской ССР.
с 1987 года — директор Научного центра хирургии им. А. Н. Сызганова.
В 1998 году основал и стал первым президентом Международной академии медицинских наук (Брюссель, Бельгия).
С марта 2008 по октябрь 2009 года проживал в Вене (Австрия), затем в Лондоне (Великобритания).
4 мая 2008 года добровольно явился в посольство Казахстана в Вене, где заявил, что его собственный сын Рахат Алиев насильственно удерживает его в Австрии.
5 мая 2008 года по собственному желанию покинул территорию посольства и вскоре перебрался в Англию.
4 октября 2009 года вернулся в Казахстан.
12 января 2015 года на 82 году жизни умер от болезни сердца. Похоронен на Кенсайском кладбище Алматы.

## Публикации
Автор книг:
- «Пластика артерий при комбинированных лучевых поражениях» (1979)
- «Диагностическая и оперативная торакоскопия» (1988)
- «Диагностика и лечение повреждений пищевода» (1991)
- «Иммунитет в хирургии язвенной болезни» (1991)
- «Адекватность общей анестезии» (1992)
- «Клиническая микрохирургия» (1994)
- «Справочник хирурга» (1997)
- «Руководство по хирургии» (1997)

## Семья
- Жена — Минвар Алиева (1941—2025)
- Сын — Алиев Рахат, экс-муж дочери президента Казахстана.
- Дочь — Гульшат Мухтаровна Хорани (в девичестве — Алиева), замужем за ливанским бизнесменом Иссамом Солахом Хорани[4][5]. Их дочь — Луиза[6][7].

## Награды
- Народный герой Казахстана (1995)[1]
- Орден Отан (1995)
- Почётная грамота Верховного Совета Казахской ССР
- Лауреат Государственной премии Республики Казахстан (дважды)
- Почётный гражданин Алматы
- Лауреат международной премии «Профессия-Жизнь» (2004)
- Лауреат премии «Платиновый Тарлан» (2005)
- Золотая медаль Абылай хана Академии Естественных наук (1998)
- Золотая медаль «500 основателей XXI века» (Кембридж, Англия, 2001)
- Медаль «За доблестный труд в Великой Отечественной войне 1941—1945 гг.»
- Медаль «Ветеран труда» (1987)
- Медаль «Астана» (1998)
- Медаль «2000 выдающихся интеллектуалов XXI века»
- Юбилейная медаль «30 лет Республиканского специализированного центра хирургии им. академика В. Вахидова» (Узбекистан, 2005)
- Знак «За заслуги в развитии науки РК» (2001)
- Лауреат и золотая медаль «За стратегический менеджмент» (Франция, 2002)
- Звания «Человек года» (2001), «Ведущие интеллектуалы мира», «Выдающиеся профессиональные достижения в области медицины», «Гражданин мира», «Посол мира», «Выдающийся лидер» (2003)
- Дипломант почётного международного диплома за выдающийся вклад в развитие хирургии (2002)
- Почётный гражданин города Балтимор[1]
- Почётный полковник штата Кентукки, США (1988)
- Именем Алиева названы две улицы в районных центрах, Жетысайское медицинское училище[1]
- Учреждена стипендия им. Алиева в Шымкентской и Актобинской государственных медицинских академиях[1]

## Почётные звания
- Член Международной ассоциации хирургов (1988).[1]
- Член Ассоциации хирургов им. Н. И. Пирогова (1996).[1]
- Член Нью-Йоркской академии наук (1996).[1]
- Почётный член Международной академии медицинского образования ФРГ (1998, Гамбург).